# Jacqueline Dongmo
Pour les articles homonymes, voir Dongmo.
Jacqueline Dongmo est une femme d'affaires et entrepreneure camerounaise présente dans la production et la distribution de boissons dont Sprite, coca-cola, coca-cola, zero, fanta et schweppes au Cameroun. Elle est le partenaire et distributeur de Coca-Cola.

## Biographie

### Carrière
Femme d'affaires, elle est juriste de formation, Jacqueline Dongmo dirige en 2022 le groupe Gracedom Invest avec un effectif global de 450 employés, son entreprise génère un chiffre d'affaires de 29 milliards de francs CFA l'année. Elle  qui veut conquérir 30% du marché des boissons gazeuses  au Cameroun, en 5 ans plus tard, elle obtient un accord de production et de distribution sur le territoire du Cameroun des boissons du groupe Coca-Cola. Dans cette association, elle reprend au groupe Castel la production et la distribution au Cameroun de produits de la multinationale américaine. Sa coentreprise Coca Cola Gracedom Bottling Company est le véhicule de ce partenariat. Elle investit 50 milliards de francs CFA dans ce partenariat.

### Vie personnelle
Elle est mariée, mère de 6 enfants.